# Sator-négyzet

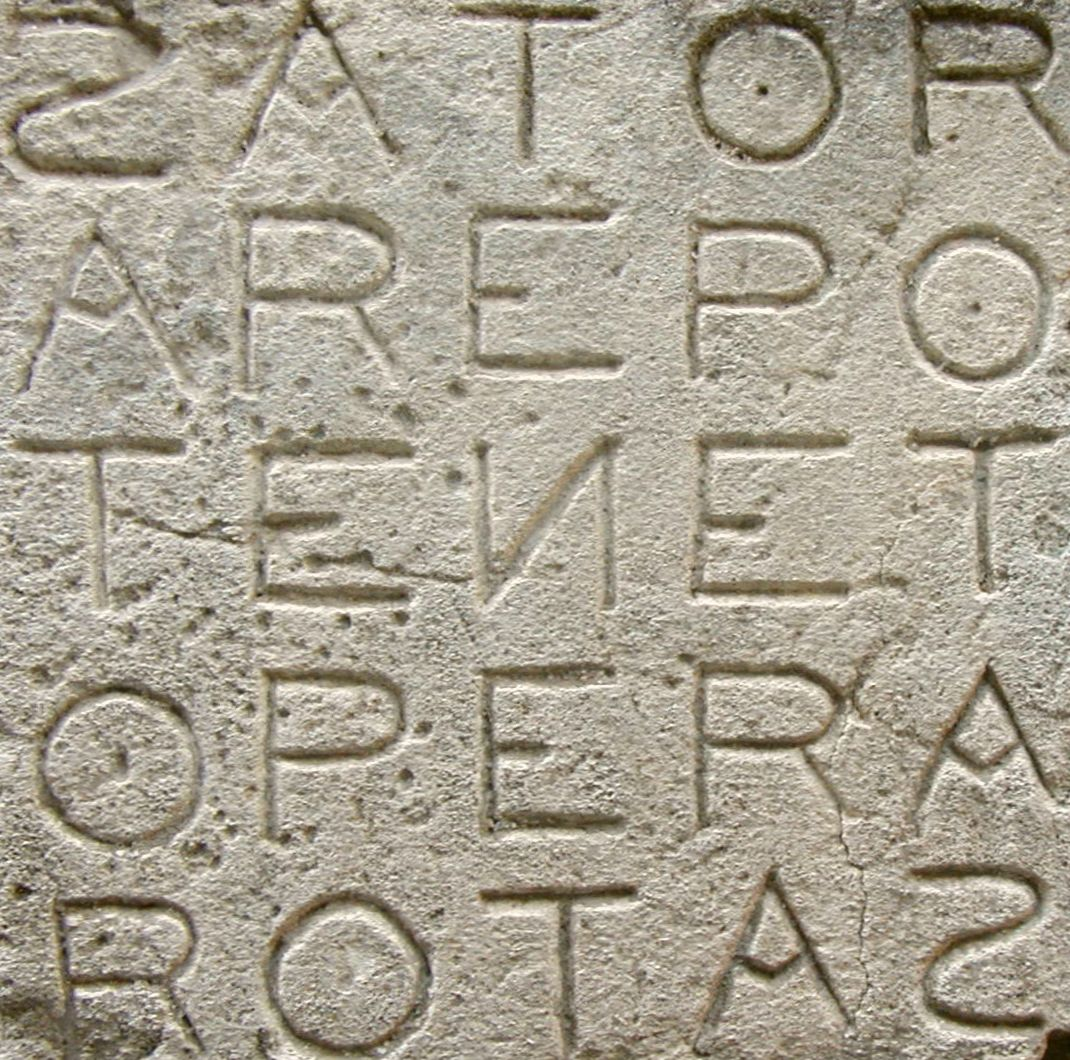
A sator-négyzet ábrázolása a franciaországi Oppède-ben

A sator-négyzet egy latin nyelvű palindrom, amelynek 25 betűjét 5 sorban és 5 oszlopban, négyzet alakban írják fel:
| S A T O R |
| A R E P O |
| T E N E T |
| O P E R A |
| R O T A S |

A szöveget akár vízszintesen, akár függőlegesen, akár a bal felső, akár a jobb alsó sarokból kezdve olvassuk, mindig ugyanazt kapjuk: SATOR AREPO TENET OPERA ROTAS. Néha előfordul fordított szórendben is: ROTAS OPERA TENET AREPO SATOR.

## Jelentése
A feliratot alkotó 5 szó közül 4 szabályos latin nyelvű szó, az AREPO viszont nem. A SATOR jelentése (mag)vető, a TENET jelentése birtokol vagy tart, az OPERA munkát, működést, a ROTAS pedig kerekeket jelent. Ha az AREPO-t személynévnek tekintjük, akkor a mondat valami olyasmit jelent, hogy Arepo magvető működésben tartja a kerekeket.
A 25 betűből egyéb latin anagrammákat is készítettek az idők során:
- O PATER, ORES, PRO AETATE NOSTRA (Ó, Atya, imádkozz korunkért!);
- ORA, OPERARE, OSTENTA TE, PASTOR (Imádkozz, dolgozz és mutasd magad, pásztor!);
- RETRO SATANA, TOTO OPERE ASPER (Hátrálj, Sátán, te kegyetlen minden munkádban!)
- SATAN, TER ORO TE, OPERA PRAESTO (Sátán, háromszor kérlek, dolgozz hamar!)

## Megjelenése
A titokzatos jelkép Európa-szerte számos helyen megjelenik, de előfordul Észak-Afrikában és Nyugat-Ázsiában is:
- Sienai Santa Maria Assunta-dóm fala (Olaszország, Toszkána)
- Collepardo, certosa di Trisulti monostor (Olaszország, Lazio)
- Verona, Palazzo Benciolini (Olaszország, Veneto)
- Nápoly, Pompei romjai (Olaszország, Campania) (2 példány: az egyik egy töredék Pauquius Proculus házában, a másik az amfiteátrumra néző nagyterem egyik oszlopán)
- Capestrano, Szent Péter-apátság (Olaszország, Abruzzo)
- Rochemaure-i kastély (Franciaország, Ardèche megye)
- Jarnaci kastély (Franciaország, Charente megye)
- Oppède (Franciaország, Vaucluse megye)
- Cirencester, coriniumi romok (Anglia, Gloucestershire)
- Dura-Európosz romjai (Szíria)

Az olaszországi Sermonetában található Valvisciolo-apátságban a betűk nem négyzet alakban, hanem öt koncentrikus, egyenként öt részre osztott körbe írva láthatók.
A 4–5. században Egyiptomban is megjelentek olyan keresztény papírok vagy pergamenek, amelyek tartalmazták a szimbólumot, Kappadókiában pedig a 9–11. századból származó ábrázolásokat fedeztek fel.

## Története

A betűk más elrendezésben kiadják a PATERNOSTER (Miatyánk) szót

Egészen 1868-ig (más forrás szerint 1863-ig) azt hitték, hogy a sator-négyzet középkori találmány, mert mindaddig a legkorábbi lelet, ami a négyzetet ábrázolta, a 9. századból származott, ám ekkor Angliában, Corinium romjai között feltártak egy 3. századi ábrázolást is.
Mivel a jelkép gyakran fordul elő keresztény templomokban, sokan próbálták összefüggésbe hozni a keresztény kultúrával is. Egy Felix Grosser nevű evangélikus lelkipásztor, és tőle függetlenül két másik tudós is az 1920-as években észrevette, hogy a betűkből kialakítható a PATERNOSTER (Miatyánk) szó, amelyet kereszt alakban, önmagát metszve kétszer is elhelyezhetünk, ha megtartjuk a négyzet közepén található N betűt, így pedig éppen két A és két O marad ki, amelyek az alfát és ómegát, azaz a kezdetet és a véget jelentik. Ám 1925-ben a még a kereszténység ottani megjelenése előtt elpusztult Pompei romjai között is találtak egy ilyen négyzetet, ez a felfedezés pedig megdöntötte a keresztény eredet elméletét.
A 16. században az ezoterikus, okkult tanok terjedésével a sator-négyzet is egyre népszerűbb lett, innentől kezdve a benne gyógyító erőket látó feketemágusok mellett olyan tudósok is tanulmányozni kezdték, mint Paracelsus, Kircher Atanáz és Heinrich Cornelius Agrippa. Ebből a korból származik egy olyan leírás is, miszerint egy lyoni polgár kigyógyult az elmebajból, miután megette három kenyér héját, amelyekbe a sator-négyzetet karcolták bele, és ötször elmondta a Miatyánkat.